# Lhimk
Lhimk to środowisko dynamicznej kompilacji dla języka o tej samej nazwie (Lhimk) opartego na języku C.
Lhimk to darmowe oprogramowanie i może być rozpowszechniane na zasadach licencji GNU LGPL. Biblioteki rozpowszechnione są na zasadach licencji BSD.